# Мюленбеккер-Ланд
Мюленбеккер-Ланд (нем. Mühlenbecker Land) — община в Германии, в земле Бранденбург.
Входит в состав района Верхний Хафель.  Население составляет 14 071 человек (на 31 декабря 2010 года). Занимает площадь 52,34 км².
Коммуна подразделяется на 4 сельских округа.
| Год  | Население |
| ---- | --------- |
| 1990 | 6 264     |
| 1995 | 6 765     |
| 2000 | 10 458    |
| 2005 | 12 855    |
| 2010 | 14 071    |
| 2015 | 14 795    |
| 2020 | 15 430    |